# Serhí Bebeixko
Serhí Bebeixko (ucraïnès: Бебешко Сергій Васильович)  (Nova Kakhovka, 29 de febrer de 1968) és un jugador d'handbol ucraïnès, nacionalitzat espanyol, ja retirat, que va competir entre la dècada de 1980 i començaments del segle XX.
El 1992 va prendre part en els Jocs Olímpics d'Estiu de Barcelona, on guanyà la medalla d'or en la competició d'handbol. A nivell de clubs jugà al SKA de Kíiv (1985-1992), Cuenca (1992-1993) i Ciudad Real (1993-2000), entre d'altres.
Una vegada retirat passà a exercir d'entrenador, primer a Espanya, i després al Dinamo de Minsk (2009-2013), l'HC Motor Zaporíjia (2013-2015) i la selecció nacional d'Ucraïna (2018-2020).